# Ohmoorgraben
Der Ohmoorgraben (auch Ohemoorgraben) ist ein ca. 2,8 Kilometer langer Graben in Hamburg-Niendorf, Bönningstedt und Norderstedt. Er ist ein Nebenfluss der Rugenwedelsau. Er ist über Nebengräben mit dem Ohmoor verbunden.

## Verlauf
Er beginnt nordwestlich des König-Heinrich-Wegs und läuft nach Nordwesten, wo er den Nebengraben D aufnimmt. Er unterquert dann den Swebenweg (B433/Ring 3) und nimmt den Nebengraben F auf, danach unterquert er den Sachsenstieg. Er nimmt den Nebengraben C auf und verläuft jetzt westwärts unter dem Wilzenweg hindurch, am Ohmoorteich vorbei, nimmt den Nebengraben B auf und unterquert den Polabenstieg. Er verläuft parallel zum Ambronendamm und unterquert den Herulerweg. Vor der Unterquerung der Oldesloer Straße verläuft er kurz Richtung Norden und ab der Landesgrenze zu Schleswig-Holstein dann weiter Richtung Nordwesten. Bis zu seiner Mündung in die Rugenwedelsau verläuft er durch einen Golfplatz auf der Grenze zwischen Norderstedt und Bönningstedt. Am östlichen Rand der Golfanlage verläuft ein Verbindungsgraben zwischen dem Ohmoorgraben und der Rugenwedelsau.